# Mario Gentili
Mario Gentili (31 de janeiro de 1913 — 19 de janeiro de 1999) foi um ciclista italiano que conquistou a medalha de prata na perseguição por equipes, realizada nos Jogos Olímpicos de Berlim 1936.